# La leyenda de los tres caballeros
La leyenda de los tres caballeros (Legend of the Three Caballeros en inglés) es una serie de televisión animada basada en la película animada de Disney de 1944 Los tres caballeros y presenta a los personajes Pato Donald, José Carioca y Panchito.
La serie se lanzó completa por primera vez en la aplicación de Disney Life en Filipinas el 9 de junio de 2018 y luego se estrenaría mundialmente el 12 de noviembre de 2019 en el servicio Disney+.

## Sinopsis
Cuando el Pato Donald hereda una cabaña de su bisabuelo Clinton Coot en el instituto de New Quackmore junto al loro brasileño José Carioca y el gallo mexicano Panchito Pistoles, descubren un libro mágico que cuando se abre libera a una diosa llamada Xandra. La diosa de la aventura que le explica a Donald, José y Panchito son descendientes de un trío de aventureros conocidos como "Los Tres Caballeros", que hace mucho tiempo viajaron para evitar que el malvado hechicero Lord Felldrake se apoderara del mundo y finalmente lo selló en un bastón mágico.
Mientras tanto, el bastón que contiene a Felldrake es descubierto por su descendiente, el barón Von Sheldgoose, el corrupto presidente del instituto New Quackmore. Mientras Sheldgoose se propone revivir a Felldrake, los nuevos Tres Caballeros deben aprender a convertirse en héroes para salvar al mundo del desastre.

## Personajes
- Pato Donald (Tony Anselmo): es un pato Norteamericano de ascendencia Escocesa. Es muy entusiasta y alegre, siempre estando dispuesto a ayudar. A pesar de eso, no tiene la mejor suerte de mundo, pero sí la descendencia de Clinton Coot y el título de líder de los Tres Caballeros. Sus planes son detener a Felldrake para salvar el mundo, y lograr conquistar a su amada Daisy antes que nada. También en muchas veces tiene ataques de ira, por causa de su temperamento literalmente explosivo.
- Jose Carioca (Eric Bauza): es un loro Brasileño que también tiene la descendencia de Clinton Coot y es otro de los Tres Caballeros. Es el más ingenioso y algo relajado, tiene una actitud positiva y le gustan las chicas.
- Panchito Pistolas (Jaime Camil): es un gallo Mexicano con un carácter risueño y dicharachero, también tiene la descendencia de Clinton Coot y también forma parte de los Tres Caballeros. Es muy gran amigo de Donald y Jose, y tiene una actitud más apegada a su país de origen tanto de personalidad y hablar.
- Xandra (Grey DeLisle): es la antigua diosa de la aventura que estuvo atrapada en un libro y guía de los Tres Caballeros, que los ayuda a derrota a Feeldrake y detener sus planes malvados, y a la vez ella tiene que adatarse al mundo actual.
- Pata Daisy (Tress MacNeille): es la novia de Donald y aunque a veces suele pasarse de la raya siendo muy dura con el, suele tener una actitud calmada y siempre está en buena paz con el pato que ama.
- April, May y June (Jessica DiCicco): son las sobrinas de Daisy y ayudantes de los Tres Caballeros que hasta ocasiones ayudar a Donald con su relación con Daisy, las tres son exactamente igualmente con actitud apegada a los cómics.
- Ari (Dee Bradley Baker): es el Pájaro Aracuán, cuidador de la cabaña y ayudante de los Tres Caballeros, tiene una actitud alocada y algo extrovertida, e incluso disfruta de provocar el enfado de Donald hasta hacerlo estallar.
- Barón Von Sheldgoose (Wayne Knight): un ganso de clase alta el cual es el multimillonario presidente del instituto New Quackmore y a la vez el villano de la serie; su misión es derrotar a los Tres Caballeros para cumplir con la voluntad de su antepasado. Tiene un carácter de arrogante y gruñón, con una actitud algo engreída y muy confiada.
- Feeldrake (Kevin Michael Richardson): es el antiguo hechicero malvado del caos, a quien los antiguos Tres Caballeros pudieron derrotarlo y dejarlo encerrado en un bastón. Años después, su descendiente, el Barón Von Sheldgoose lo encuentra y juntos quieren dominar el mundo, y de paso humillar y eliminar a los nuevos Tres Caballeros.

## Episodios
| Temporada | Temporada | Episodios | Primera emisión                                                    | Primera emisión                                                    |
| Temporada | Temporada | Episodios | Comienzo                                                           | Final                                                              |
| --------- | --------- | --------- | ------------------------------------------------------------------ | ------------------------------------------------------------------ |
|           | 1         | 13        | 9 de junio de 2018 (Disney Life) 12 de noviembre de 2019 (Disney+) | 9 de junio de 2018 (Disney Life) 12 de noviembre de 2019 (Disney+) |

### Primera temporada (2018)
| Serie # | Temp. # | Título                                                         |
| --- | ------- | -------------------------------------------------------------- |
| 1 | 1       | «Dope-A-Cabana» «Caos en la cabaña (LA)»                       |
| Después de un cumpleaños miserable en el que Donald pierde su trabajo, su casa y su novia Daisy, recibe una carta que dice que tiene una herencia de su bisabuelo Clinton Coot . Cuando llega a la cabaña en ruinas en el instituto de New Quackmore, Donald se enoja al descubrir que tiene que compartirla con dos compañeros de cuarto llamados José y Panchito. Mientras buscan en la cabaña con las sobrinas de Daisy, Rosa, Blanca y Celeste y el inusual cuidador Ari cualquier cosa que puedan vender por dinero en efectivo, el improbable trío encuentra un libro extraño y lo abre, liberando a una diosa mágica que los ataca. |         |                                                                |
| 2 | 2       | «Labyrinth and Repeat» «Aventura en el laberinto (LA)»         |
| El trío logra calmar a la diosa y ella se presenta como Xandra, la Diosa de la Aventura. Inicialmente confunde a Donald, José y Panchito con Los Tres Caballeros, pero se siente decepcionada al descubrir que son sus deslucidos descendientes. Cuando el trío le dice que están buscando un tesoro, Xandra los teletransporta a Creta, donde luchan contra el Minotauro dentro del laberinto oculto. A pesar de sus diferencias, logran demostrarle a Xandra que son los legítimos herederos de los Caballeros al encontrar tres amuletos mágicos que dejaron sus antepasados. Mientras tanto, el barón Von Sheldgoose descubre un bastón mágico que contiene a su malvado ancestro Lord Felldrake. |         |                                                                |
| 3 | 3       | «Pyramid-Life Crisis» «Crisis de vida en la pirámides (LA)»    |
| Con Sheldgoose para llevarlo y su fiel secuaz Leopold para el transporte, Felldrake comienza sus malvados planes viajando a Egipto . Tiene la intención de usar las pirámides, que en realidad eran cohetes gigantes construidos por momias espaciales, para viajar a la Luna y hacerse cargo del ejército de robots gigantes de los egipcios estacionados allí. Los Caballeros rápidamente los persiguen con la ayuda de Xandra y frustran a Felldrake por primera vez. |         |                                                                |
| 4 | 4       | «World Tree Caballeros!» «El árbol mundial caballeros (LA)»    |
| Después de detectar Felldrake en Roma, Xandra lleva a los Caballeros al Árbol del Mundo, donde sus compañeros dioses protegen los planetas que crecen en sus ramas. Xandra está decepcionada al descubrir que los dioses han envejecido y han abandonado la violencia, y ella y los Caballeros deben alentarlos a encontrar la fuerza para luchar de nuevo cuando Felldrake intenta tomar el poder de un planeta para sí mismo. |         |                                                                |
| 5 | 5       | «No Man is an Easter Island» «Nadie en la isla de Pascua (LA)» |
| En la Isla de Pascua, Felldrake y Sheldgoose convencen a los Moái de que se tomen unas vacaciones de su deber de evitar que los malvados Lavalartigas de Lava incinerar el mundo. Donald se niega a ir con los Caballeros porque tiene una cita con Daisy, por lo que José, Panchito y Xandra deben encontrar la manera de detener la fiesta en la playa de Moái sin él. |         |                                                                |
| 6 | 6       | «Stonehenge Your Bets» «Peligro en Stonehenge (LA)»            |
| Los Caballeros se dirigen a Stonehenge, que es el portal secreto a la ciudad Goblin. Una vez dentro, el nuevo rey Goblin Felldrake los sentencia a la cancel Goblin y luego exige que los goblins vayan a la guerra. Cuando sus armas resultan insatisfactorias, Felldrake desata una bestia de guerra imparable. Los Caballeros deben recuperar el libro de Xandra y escapar de la cárcel de Goblin antes de que la bestia llegue al portal de regreso a la Tierra. |         |                                                                |
| 7 | 7       | «Mount Rushmore (or Less)» «Monte Rushmore o algo (LA)»        |
| Después de recuperar la Chispa de Vida que Lord Felldrake tenía la intención de robar del Monte Rushmore, los Caballeros son asignados para protegerla mientras Xandra y las sobrinas están en la velada del Instituto. Cuando se aburren, lo colocan en la alfombra de oso de la cabaña, dándole vida. Mientras los Caballeros intentan atrapar al oso mientras busca comida, Xandra interrumpe la velada, Sheldgoose trata con los miembros de la junta del Instituto que exigen explicaciones por sus ausencias y Daisy muestra a su nuevo novio el Pato Dapper para enojo de Donald. |         |                                                                |
| 8 | 8       | «Nazca Racing» «La carrera de Nazca (LA)»                      |
| Para detener el nuevo plan de Felldrake, los Caballeros y Xandra viajan a las Líneas de Nazca y entran en un mundo de dos dimensiones donde los dibujos de tiza cobran vida. Sin embargo, termina siendo una trampa y los Caballeros deben escapar antes de que Felldrake y Sheldgoose los borren para siempre. Mientras tanto, Rosa, Blanca y Celeste se cuelan en la mansión de Sheldgoose y hacen algunos descubrimientos impactantes. |         |                                                                |
| 9 | 9       | «México a Go-Go» «México a gogo (LA)»                          |
| Los Caballeros se dirigen a México después de notar la actividad de Felldrake allí, pero Donald tiene otra cita con Daisy y no puede estar allí en persona. Las sobrinas aceptan ayudarlo haciéndose pasar por Donald mientras él le habla desde México a través de un par de espejos mágicos, pero esto sale mal y Daisy se pone aún más furiosa. En México, los nativos veneran y adoran a Panchito como un poderoso guerrero antes de lanzarlo a un combate ritual de lucha libre contra Sheldgoose. Cuando los otros Caballeros y Felldrake interfieren con el partido, el Dios de la Muerte aparece y los mata a todos como castigo por romper las reglas. |         |                                                                |
| 10 | 10      | «Mt. Fuji Whiz» «Fuji, Vi, vencí (LA)»                         |
| Los Caballeros están muertos y atrapados en el inframundo. Mientras intentan escapar, encuentran a Clinton Coot, quien les dejó la cabaña en su testamento. Explica la historia de los Caballeros originales y cómo pasó toda su vida siguiendo sus hazañas, luego los ayuda a encontrar una manera de volver a la vida mientras los gerentes de inframundo recién nombrados, Sheldgoose y Felldrake, intentan detener su fuga. Mientras las sobrinas intentan una sesión espiritista para contactar a los Caballeros, Xandra va al Inframundo ella misma para rescatarlos. Con su ayuda, los Caballeros vuelven a la vida en la Tierra, mientras que Felldrake y Sheldgoose son expulsados del Inframundo por ser malos empleados. |         |                                                                |
| 11 | 11      | «Thanks a Camelot» «Gracias, Camelot (LA)»                     |
| Con los Caballeros de vuelta entre los vivos, Xandra los lleva a ellos y a las sobrinas a Camelot para que reciban un "entrenamiento de héroe" adecuado del propio Rey Arturo , pero el entrenamiento puramente motivacional del Rey deja mucho que desear cuando las sobrinas convocan accidentalmente a un dragón. . Mientras tanto, Sheldgoose irrumpe en la cabaña de los Caballeros para recuperar la chispa de la vida. Aunque Ari y el oso lo frustran, se las arregla para robar los amuletos. |         |                                                                |
| 12 | 12      | «Shangri-La-Di-Da» «Vacaciones en Shangri-La-Di-Da (LA)»       |
| La paciencia de Daisy con Donald se ha agotado, por lo que Xandra los reserva para unas vacaciones en Shangri-La para ayudar a resolver todos sus problemas. El personal del complejo Yeti tiene órdenes de no dejar que Donald se vaya hasta que su temperamento haya sido tratado de una vez por todas, dejándolo incapaz de ayudar a los otros Caballeros mientras comienzan un asalto final a la mansión de Sheldgoose para evitar que reviva Felldrake. |         |                                                                |
| 13 | 13      | «Sheldgoose Square Dance» «Los obstáculos de Sheldgoose (LA)»  |
| Donald llega a tiempo para unirse a Xandra y los Caballeros y los cuatro cargan contra el sótano de la mansión, mientras que Felldrake le da a Sheldgoose sus propios poderes para detenerlos mientras él alcanza su máximo poder. Los intentos de Sheldgoose de convocar a aliados malvados de sus aventuras pasadas son contrarrestados por los propios aliados de los Caballeros, y llegan a tiempo para que Felldrake despierte y destruya el Instituto. Los Caballeros intentan luchar contra Felldrake pero son dominados y empujados al borde de la derrota. En su último momento, son contactados por Blazebeak, un antiguo mago cuyo poder los había estado protegiendo a través de sus amuletos. Con su poder, los Caballeros intentan desterrar a Felldrake de vuelta a su bastón, pero Sheldgoose lo destruye en pánico e inadvertidamente restaura todo a la normalidad. Su verdadera naturaleza expuesta, los miembros de la junta despojan a Sheldgoose de su presidencia y Donald es nombrado nuevo presidente interino para felicidad de todos. Mientras Sheldgoose escapa en Leopold, descubre que Felldrake ahora está atrapado dentro de su propio cuerpo, y Felldrake decide pedir un favor a un "viejo amigo". |         |                                                                |